# Сиротенко, Александр Иванович
Александр Иванович Сиротенко (укр. Олександр Іванович Сиротенко; 1897—1975) — советский и украинский художник.

## Биография
Родился 10 июня (22 июня по новому стилю) 1897 года в селе Ворожба Российской империи, ныне город в Сумской области Украины.
Детство и юность провел в Конотопе, где жили его родственники по отцовской линии. В это время учился рисованию у А. Э. Гофмана.
В 1913 году поступил в Киевское художественное училище, которое окончил в 1918 году. В числе его преподавателей были Г. Крушевский, И. Струнников, Г. Дядченко, Ф. Красицкий. В 1921—1927 годах Сиротенко продолжил своё образование в Киевском художественном институте снова у Фёдора Кричевского.
В 1928—1929 годах был членом Ассоциации художников Червоной Украины (АХЧУ), в 1929—1931 годах — членом Украинского художественного объединения. С 1931 года Александр Иванович — аспирант Харьковского полиграфического института, с 1932 года — ассистент Харьковского художественного института (ныне Харьковская государственная академия дизайна и искусств). С 1934 года работал преподавателем в Киевском художественном институте (здесь в 1947 году получил звание профессора). В числе его учеников — живописцы А. Лопухов, В. Одайник, Т. Голембиевская, В. Рыжих, В. Гурин и многие другие. В 1949 году стал членом КПСС.
В годы Великой Отечественной войны, с 1941 по 1942 год, принимал участие в боевых действиях. Затем в 1942—1944 годах находился в эвакуации в Самарканде (Узбекская ССР), где преподавал студентам Украинского отделения при Московском художественном институте. В Самарканде создал цикл живописных произведений и рисунков, посвященных городу и его жителям. После освобождения Украины, вернулся в Киев, где жил и работал до конца жизни.
Был награждён орденом «Знак Почета» и медалью «За трудовое отличие».
Умер 16 октября 1975 года в Киеве. Похоронен на Байковом кладбище.
Его дочь Надежда Сиротенко (1920—2005) стала также известной украинской художницей.